# Aegilops neglecta
Aegilops neglecta es una planta herbácea de la familia de las gramíneas. Es originaria de Canarias.

## Descripción
A.neglecta  es una planta que alcanza los  10-50 cm de altura, está presente sólo en la isla de Lanzarote, nativa posible. Se diferencia dentro del género por sus espiguillas, que no son esferoidales y porque en la parte superior de la espiga se disponen una o dos espiguillas estériles.

## Taxonomía
Aegilops neglecta fue descrita por Req. ex Bertol. y publicado en Flora italiana, ossia descrizione delle piante ... 1: 787. 1834.
Etimología
Aegilops: nombre geneérico de una hierba en Teofrasto que proviene del griego aegilos (hierba apreciada por las cabras)(véase Bor 1968). 
neglecta: epíteto latino que significa "ignorado", aludiendo quizás a que las plantas de esta especie se incluían dentro de Aegilops ovata L. 
Sinonimia
- Aegilops algeriensisGand.
- Aegilops calida Gand.
- Aegilops campicola Gand.
- Aegilops contracta (Eig) H.Scholz
- Aegilops fausii Sennen
- Aegilops gussonii Link
- Aegilops mesantha Gand.
- Aegilops mixta Sennen
- Aegilops ovata L.
- Aegilops recta (Zhuk.) Chennav.
- Aegilops triaristata Willd.
- Aegilops virescens Jord. & Fourr.
- Aegilops viridescens Gand.
- Frumentum ovatum (L.) E.H.L.Krause
- Triticum neglectum (Req. ex Bertol.) Greuter
- Triticum ovatum  (L.) Raspail
- Triticum rectum (Zhuk.) Bowden
- Triticum sylvestre Bubani [Unplaced]
- Triticum triaristatum (Bluff, Nees & Schauer) Godr.[3]

## Nombres comunes
- Castellano: aragüelas, aragüelles, rempujo, rompesacos, rompisacos, zaragüellas.[4]